# Marstonia agarhecta
Marstonia agarhecta е вид коремоного от семейство Hydrobiidae. Видът е застрашен от изчезване.

## Разпространение
Разпространен е в САЩ (Джорджия).